# Kvasi
Kvasi je nižší bůh moudrosti. Dosahoval nezměrné moudrosti, dokázal totiž zodpovědět jakoukoliv otázku. Vznikl ze slin Ásů a Vanů, kteří takto symbolicky uzavřeli své spojenectví a vtělili své vědění do jedné bytosti. Posléze byl zavražděn skřítky jmény Fjalar a Galar, kteří z jeho krve a medu vyrobili medovinu básnictví. Tu jim nakonec odcizil Ódin a stala se jeho vlastnictvím. Několik kapek však ukáplo do Midgardu a stalo se majetkem pozemských básníků.